# Юридический факультет Университета Линкольна
Юридический факультет Университета Линкольна (англ. Lincoln University School of Law) — бывшая профессиональная аспирантура университета Линкольна (исторически чёрного университета), которая работала в Сент-Луисе (штат Миссури, США) с 20 сентября 1939 года до своего закрытия в 1955 году.

## История
Школа права университета Линкольна была основана в тот период истории США, когда афроамериканцы подвергались сегрегации, и была создана в результате практики сегрегации. В Миссури, как и во многих других штатах, афроамериканцам было разрешено заниматься юридической практикой, но их не принимали в качестве студентов ни в одну из юридических школ штата из-за законов и обычаев, которые не позволяли афроамериканцам учиться в юридических школах штата, и предоставляли такие возможности обучения исключительно белым студентам.
До создания школы права университета Линкольна те афроамериканцы, которые хотели заниматься юридической практикой в Миссури, в силу обстоятельств были вынуждены получать юридическое образование в юридических школах за пределами штата, прежде чем могли добиваться приёма в коллегию адвокатов Миссури. Однако эти обстоятельства изменились после решения Верховного суда США по делу Миссури против Канады, который постановил, что штат Миссури должен предоставлять афроамериканцам юридическое образование внутри штата, поскольку он предоставляет такое образование белым студентам. В результате этого судебного дела Генеральная Ассамблея штата Миссури приняла законопроект, предусматривающий выделение 275 000 долларов на создание и учреждение юридической школы для афроамериканцев — юридического факультета университета Линкольна, который открыл свои двери 20 сентября 1939 года, приняв 31 студента. Таким образом, это одна из немногих юридических школ в США, которая была создана в результате судебного процесса.
Хотя кампус университета Линкольна находился в Джефферсон-Сити (штат Миссури), юридический факультет был основан в Сент-Луисе, поскольку руководство университета считало, что набор студентов будет лучше, если программа будет ориентирована на город, и что расположение в Сент-Луисе даст студентам возможность встречаться с практикующими юристами, а также что преподаватели двух других юридических факультетов белых университетов в районе Сент-Луиса могут стать преподавателями нового юридического факультета на условиях частичной занятости.
Юридическая школа Университета Линкольна получила полную аккредитацию Американской ассоциации юристов в 1939 году и стала членом Американской ассоциации юридических библиотек в декабре 1939 года. В феврале 1940 года она была одобрена Коллегией экзаменаторов по праву штата Миссури, а в декабре 1941 года получила членство в Ассоциации американских юридических школ.
Первым деканом юридического факультета был Уильям Л. Тейлор (1941—1943), его сменил Сковел Ричардсон (1944—1953). Последним деканом факультета был Дэниел У. Боулз (1954—1955). Преподавателями факультета были: Дэниел Боулз, Джеймс Буш, Сковел Ричардсон, Майрон Буш, Уилсон Грей, Силас Гарнер и Вирг Лукас (библиотекарь). Первыми выпускниками юридического факультета были: Дороти Фриман, А. Альфонс Ленуар и Бетти Стюарт. К 1954 году число студентов-юристов сократилось до 12 человек, и юридический факультет университета Линкольна прекратил свою деятельность, поскольку его расходы были непосильны для скудных ресурсов университета. Юридический факультет был объединён со школой права Миссурийского университета. К последнему году своей деятельности она выпустила 79 студентов для 14 штатов и округа Колумбия.

## Расположение
Школа была основана в бывшем здании колледжа красоты Поро, трёхэтажном здании, которое существовало по адресу 4310 Сент-Фердинанд-авеню в Сент-Луисе, пока не было снесено в 1965 году. В настоящее время на этом месте находятся церковь Сент-Джеймс AME и Дом Джеймса, последний из которых является многоэтажным жилым домом и входит в состав Управления жилищного строительства Сент-Луиса.

## Знаменитости
| Имя                   | Родился                       | Умер       | Должности и признание | Примечания                                                                |
| --------------------- | ----------------------------- | ---------- | --- | ------------------------------------------------------------------------- |
| Алмер Т. Адэр         | 03.05.1923                    | 07.12.1982 | - Соадвокат истцов вместе с Тэргудом Маршаллом в деле «Kansas City, Mo. et al. v. Williams et al.williams et al. v. Kansas City, Mo. et al, 205 F.2d 47 (8th Cir. 1953)» - Успешное действие по искоренению расовой дискриминации в отказе истцам в праве пользоваться бассейном в парке Свуп в качестве места отдыха                                                   | Похоронен в Ливенворте, Национальное кладбище Канзаса                     |
| Джордж В. Дрейпер, II | 1921                          | 1976       | - Ассистент профессора - Помощник генерального прокурора штата Миссури (около 1960—1971) - Заместитель генерального юрисконсульта - Заместитель исполнительного директора Комиссии США по равным возможностям трудоустройства (1971) - Помощник судьи Верховного суда округа Колумбия (1971—1976)                                                                       |                                                                           |
| Гарольд Ф. Фуллвуд    | 12.12.1920                    | 11.01.1992 | - Помощник прокурора США, Восточный округ Миссури, Сент-Луис (около 1960-х годов) - Городской судья, Сент-Луис, штат Миссури (около 1970-х годов). | Похоронен на Национальном кладбище Джефферсон Барракс, Сент-Луис, Миссури |
| Джордж Ховард         | 13.05.1924                    | 21.04.2007 | - Судья Верховного суда Арканзаса (1977—1978) - Апелляционный суд Арканзаса (1979) - Федеральный окружной суд США, Восточный и Западный округа Арканзаса (1980—2007) |                                                                           |
| Хосеа Локард          | 24.06.1920                    | 12.12.2011 | - Квартальный суд округа Шелби штата Теннесси, избран в 1964 году, работал до 1967 года - Административный помощник губернатора штата Теннесси, Буфорда Эллингтона, 1967—1971 гг. - Судья, уголовный суд округа Шелби, 1975—1994 гг. - Член правления, Национальный музей гражданских прав, 1989—1999 гг. - Премия Бенджамина Л. Хукса, Фонд адвокатов Мемфиса, 2010 г. | Похоронен на кладбище ветеранов Западного Теннесси, Мемфис                |
| Сковел Ричардсон      | 04.02.1912 Нашвилл (Теннесси) | 30.03.1982 | - Президент Национальной ассоциации юристов, 1951 - Доцент, декан (1939—1953) - Член Совета по условно-досрочному освобождению и пробации США (1953—1957, председатель, 1954—1957) - Судья Таможенного суда США, 1957—1980 гг. - Суд США по международной торговле, 1980—1982 гг                                                                                        | Похоронен в пресвитерианской церкви Нью-Рошель, штат Нью-Йорк             |
| Маргарет Уилсон       | 30.01.1919                    | 11.08.2009 | - Вторая афроамериканка, допущенная к юридической практике в штате Миссури, 1943 год - Прокурор США, Администрация электрификации сельских районов - Помощник генерального прокурора, штат Миссури - Председатель Совета директоров NAACP (1975—1984). |                                                                           |